# Sackheim

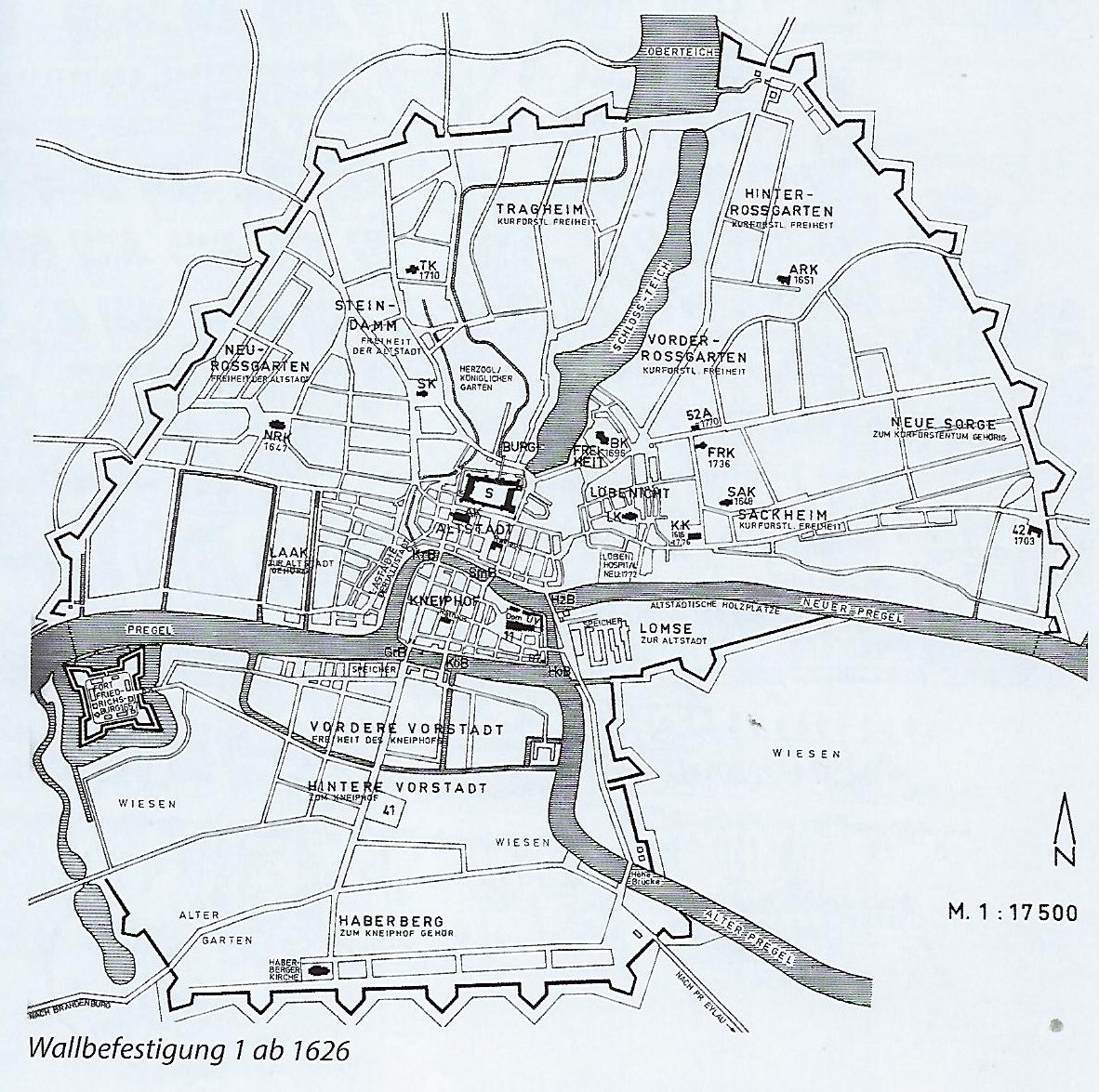
Wallbefestigung und Städte Königsbergs (1626)

Sackheim war ein Stadtteil von Königsberg, östlich von Löbenicht. Die älteste der Kurfürstlichen Freiheiten war zunächst kein einheitliches Stadtgebiet.

## Name
Der Name leitet sich prußisch ab: „saks“ (Kieferharz) und „kaimas“ (Dorf).
Im Wappen führte der Sackheim das Lamm Gottes mit der roten Kreuzesfahne auf grünem Anger.

## Lage
Im Gegensatz zur Lomse lag das Gelände erhöht und war von Feldern und Wäldern durchzogen. Es erstreckte sich zunächst nur bis an die Litauische Kirche, erweiterte sich jedoch immer mehr Richtung Altstadt. Dort befanden sich das Sackheimer Tor an der Sackheimerschen Straße, die Sackheimer Kirche sowie die Propsteikirche (Königsberg).

## Geschichte
Der Ort Sackheim war ein altes Dorf, das bereits 1326 eigene Gerichtsbücher hatte. Im 16. Jahrhundert hatte Sackheim unter Seuchen, Pest, Hungersnöten und Feuer zu leiden, dass es dreimal abbrannte. Zudem wurde das schlecht geschützte Land oft von Feinden verheert. Außerdem drückten hohe Steuern und Abgaben, selbst die ärmste Bauernmagd musste fünf Groschen zahlen. 1764 entstand auf der Laak eine Feuersbrunst, die auf Sackheim übergriff, wo 369 Häuser und 49 Speicher verbrannten.
Waren die inneren Stadtteile vorwiegend mit Deutschen besiedelt, waren Sackheim und Roßgarten gemischt-ethnisch zusammengesetzt: in Sackheim lebte vorwiegend die preußisch-litauisch sprechende und in Roßgarten die kurisch-lettisch sprechende Bevölkerung. Die Privatgebäude, vorwiegend von deutschen Großbürgern und Adligen bewohnt, werden als „merkwürdig“ beschrieben, denn die Erbauer hatten sich von allen denkbaren historischen Richtungen beeinflussen lassen, so dass kein Haus stilistisch zum Nachbarhaus passte.
Im Sackheim lag der Litthauische Baum, eine Zollstation am Pregel, an der alle auf dem Wasser von Labiau aus eintreffenden Waren kontrolliert wurden. Die vom Land kommenden Güter mussten auf dem Packhof oder an das Kranamt abgeliefert werden. 1793 entstand das Hebammen-Institut.
Im Jahre 1802 war Sackheim nur schwach bebaut. Der Stadtplan von 1931 zeigt ein Arresthaus, die Litauische Volksschule, mehrere Volksschulen, eine Mädchenschule, ein Lyzeum, ein Siechenhaus, ein Waisenhaus und die Feuerwache Ost.

„In der Altstadt die Macht,
im Kneiphof die Pracht,
im Löbenicht der Acker,
auf dem Sackheim der Racker.“

## Sakralbauten
- Der Grundstein zu der in der Nähe der Katholischen Kirche gelegenen Sackheimer Kirche wurde 1638 gelegt, wobei die vom polnischen Hof unterstützten Katholiken sehr viele Einwände vorbrachten. Nach etlichen Schwierigkeiten konnte 1648 der erste Gottesdienst gehalten werden. 1764 brannte die Kirche ab, wurde aber 1769 wieder eingeweiht. Der 1771 vollendete Turm hatte auf der Spitze das Wappen der Sackheimer Freiheit.
- Die Litauische Kirche war vor der Reformation der hl. Elisabeth gewidmet und lag unweit vom ebenfalls der hl. Elisabeth gewidmeten Nonnenkloster. Der Grund, auf dem das Kloster gestanden hatte, wurde dem Löbenichtschen Hospital geschenkt, so dass dieses seine Toten auf dem litauischen Friedhof beerdigen durfte. Die älteste Kirche des Sackheims wurde 1550 für die Litauer  bestimmt und 1576 neu erbaut. Aus Mangel an litauischen Gläubigen wurde sie 1807 Arresthaus.[1]
- Die Friedenskirche in der Königstraße 10 wurde 1913 gebaut und unterstand der Altroßgärter Kirche. 1924 wurde sie selbständig. Im Volksmund hieß sie auch Hofkirche, weil sie in einem Garten stand. Langjährige Pfarrer waren H. Federmann und Ernst Czygan.[1]